# Parco naturale della Collina Torinese
Il Parco naturale della Collina Torinese è un parco naturale che riunisce le due aree protette della Collina Torinese gestite dall'Ente di gestione delle Aree Protette del Po e della Collina Torinese (EGAP). A tale ente sono affidate, oltre ad aree non collinari, la Riserva naturale speciale del Bosco del Vaj, di 71,50 ha, e il Parco naturale della Collina di Superga - di 745,85 ha.

## Riserva naturale speciale del Bosco del Vaj
L'istituzione della Riserva Naturale Speciale del Bosco del Vaj risale al 1978, motivata dalla presenza tipica di castagni e querce, nonché del faggio considerato "relitto glaciale" perché presente sulle colline torinesi in zone di rifugio a seguito del ritiro dei ghiacci dopo il termine dell'ultima era glaciale.
La presenza floreale in questo settore del parco, è curiosamente diversificata, difatti accanto a piante di origine montana coesistono specie mediterranee. Tra i fiori rari si possono ricordare il giglio martagone, il fior di stecco ed alcune orchidee.
La fauna locale comprende mammiferi come volpi, tassi, faine, donnole, ricci e scoiattoli, ed uccelli quali poiane, sparvieri, allocchi, civette, picchi verdi e picchi rossi maggiori, upupe e zigoli neri.
La collina in quest'area è caratterizzata dai cosiddetti "Bric", con versanti ripidi verso il Po e pendii più lievi sul versante meridionale. Sono presenti di rocce tenere, che rendono la zona soggetta a frane.
Già nel XVIII secolo si trovarono numerosi fossili ed impronte di organismi vegetali ed animali, vissuti in epoche remote e conservati tra i sedimenti marini.

## Parco naturale della Collina di Superga
Nel 1991 venne istituito il Parco naturale della Collina di Superga, con lo scopo di tutelare la collina, che presenta caratteristiche ambientali, paesaggistiche ed architettoniche (Basilica di Superga) particolari, soprattutto perché vicine alla metropoli piemontese.
Anche in questo settore del parco coesistono specie arboree e floreali di tipo mediterraneo (orniello, sorbo domestico, pungitopo, dittamo), e specie montane (faggio, pino silvestre, sorbo montano, mirtillo nero). La flora comunque presenta una prevalenza di castagni e querce, piante esotiche come le conifere, oltre le robinie, che hanno preso il posto dei vigneti e dei frutteti, coltivati fino a pochi decenni fa ed ora abbandonati.
Tra le specie animali, si riscontrano le medesime specie di mammiferi e di uccelli presenti anche nel Bosco del Vaj, con l'aggiunta del cinghiale che negli ultimi anni sta aumentando a dismisura.
Le colline sono costituite da rocce sedimentarie (arenarie, conglomerati e marne), anche qui con presenza di fossili, formatisi tutte sul fondale oceanico circa 40 milioni di anni fa, ed emerse come tutto l'arco alpino, grazie alla spinta tettonica.

## Sentieri della Collina Torinese
Una rete di 195 percorsi lunga 840 km attraversa in ogni direzione la Collina Torinese. Si tratta dell'opera del "Coordinamento Associativo per i Sentieri della Collina Torinese", un gruppo di associazioni di volontari che dal 1996 hanno individuato, segnalato, mantenuto e mappato un patrimonio escursionistico poco conosciuto benché così prossimo alla città di Torino. Oggi è possibile percorrere quei sentieri, a piedi o in bicicletta, grazie alla pubblicazione di carte e guide edite dall'Ente Parco Collina Torinese sotto il nome di Carte dei Sentieri della Collina Torinese
Due itinerari escursionistici a lunga percorrenza attraversano la Collina Torinese nel suo asse longitudinale: la Grande Traversata della Collina (GTC) di 60 km circa, che collega Moncalieri (TO) a Chivasso (TO), e il Sentiero Crea Superga (SCS), di circa 70 km, che collega la Basilica di Superga al Sacro Monte di Crea (AL).